# Wahl zum chilenischen Verfassungsrat 2023
Die Wahl zum chilenischen Verfassungsrat 2023 fand am 7. Mai 2023 statt. Bei ihr wurden die 50 Mitglieder des Verfassungsrates gewählt, der im Zuge des Verfassunggebungsprozesses 2023 zusammen mit der Comisión Experta mit dem Schreiben einer neuen Verfassung beauftragt wurde.

## Wahlsystem
Der Verfassungsrat ist grob dem Senat nachempfunden. Dabei wurden 50 Mitglieder des Rates in den Regionen Chiles gewählt, in jeder Region, abhängig von der Einwohnerzahl, zwischen zwei und fünf Mitglieder. Eine Besonderheit ist, dass der Rat paritätisch mit Männern und Frauen besetzt ist. Es gab eine allgemeine Wahlpflicht. Daneben gab es einen landesweiten Wahlkreis für die indigene Bevölkerung, wodurch bis zu drei weitere Sitze an die indigenen Völker Chiles vergeben werden konnten. Wenn die Kandidaten der Indigenen relativ zur allgemeinen Wahlbeteiligung mindestens 1,5 % der Stimmen erhalten, können sie mindestens einen weiteren Sitz erhalten. Vor der Wahl sind mehrere Parteien Wahlkoalitionen mit anderen Parteien eingegangen, um so eine größere Repräsentation im Rat zu erreichen.

## Parteien und Koalitionen
| Liste | Koalition                            | Koalition           | Partei | Partei                    |
| ----- | ------------------------------------ | ------------------- | ------ | ------------------------- |
| A     |                                      | Pacto con la Gente  |        | Partido de la Gente       |
| B     |                                      | Todo por Chile      |        | Partido por la Democracia |
| B     | Partido Demócrata Cristiano          | Todo por Chile      |        |                           |
| B     | Partido Radical                      | Todo por Chile      |        |                           |
| C     |                                      | Partido Republicano |        | Partido Republicano       |
| D     |                                      | Unidad para Chile   |        | Convergencia Social       |
| D     | Revolución Democrática               | Unidad para Chile   |        |                           |
| D     | Comunes                              | Unidad para Chile   |        |                           |
| D     | Federación Regionalista Verde Social | Unidad para Chile   |        |                           |
| D     | Partido Comunista                    | Unidad para Chile   |        |                           |
| D     | Partido Socialista                   | Unidad para Chile   |        |                           |
| D     | Partido Liberal                      | Unidad para Chile   |        |                           |
| E     |                                      | Chile Seguro        |        | Evópoli                   |
| E     | Renovación Nacional                  | Chile Seguro        |        |                           |
| E     | Unión Demócrata Independiente        | Chile Seguro        |        |                           |

## Wahlergebnis

Sitzverteilung im Verfassungsrat

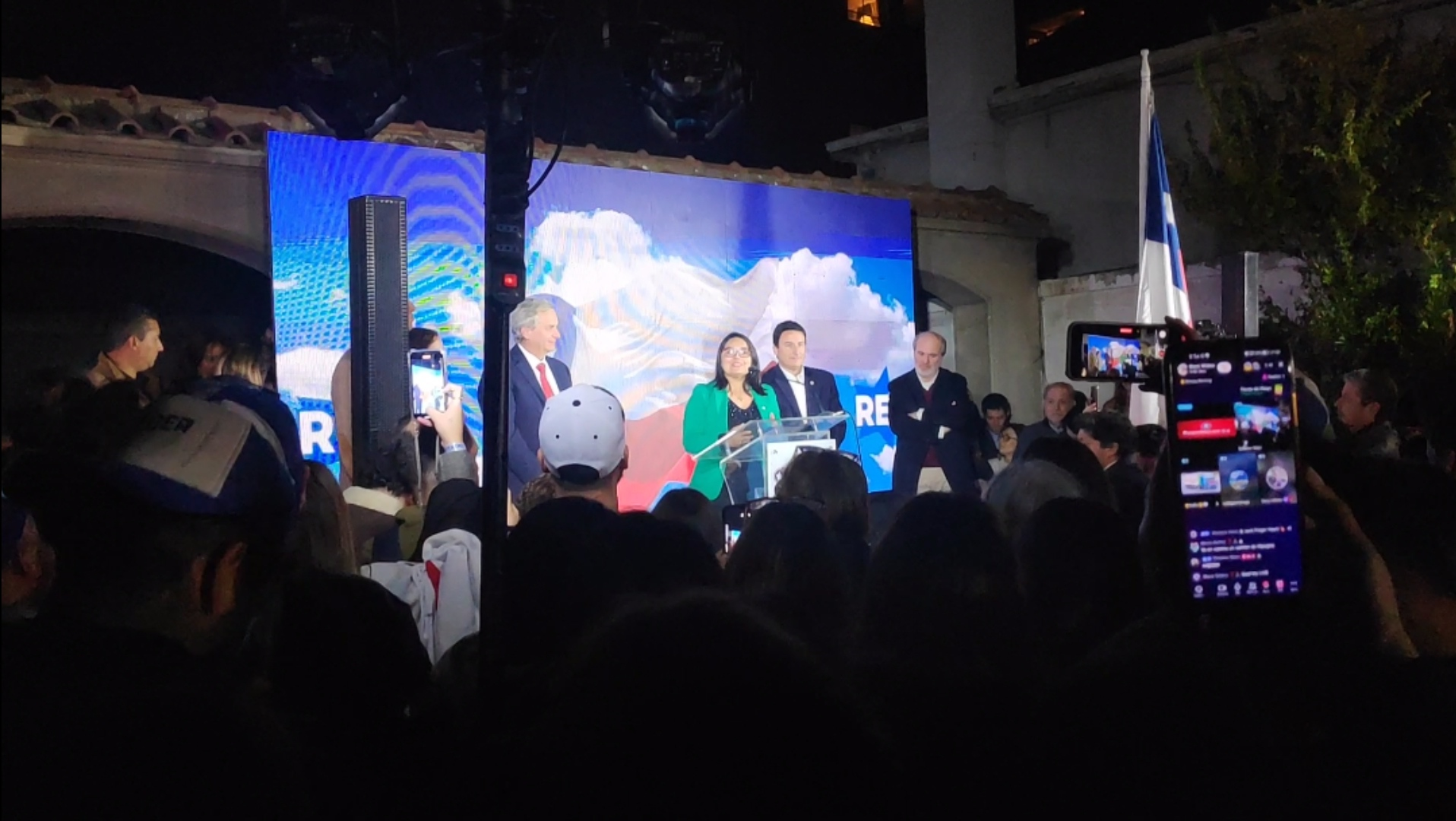
Aus den Wahlen ging die Republikanische Partei von José Antonio Kast als Sieger hervor.

|                            | Partido Republicano (PLR) | 3.468.258  | 35,41 | 23 |  |
|                            | Unidad para Chile (UPCh)  | 2.800.975  | 28,59 | 16 |  |
|                            | Chile Seguro (ChS)        | 2.063.907  | 21,07 | 11 |  |
|                            | Todo por Chile (TPCh)     | 877.207    | 8,95  | 0  |  |
|                            | Partido de la Gente (PDG) | 537.088    | 5,48  | 0  |  |
|                            | Indigene Bevölkerung      | 306,439    | 3,03  | 1  |  |
|                            | Unabhängige Kandidaten    | 48.495     | 0,50  | 0  |  |
| Gesamt                     | Gesamt                    | 10.102.369 | 100,0 | 51 |  |
| Gültige Stimmen            | Gültige Stimmen           | 10.102.369 | 78,56 |    |  |
| Ungültige Stimmen          | Ungültige Stimmen         | 2.756.433  | 21,44 |    |  |
| Wahlbeteiligung            | Wahlbeteiligung           | 12.858.862 | 84,87 |    |  |
| Nichtwähler                | Nichtwähler               | 2.291.710  | 15,13 |    |  |
| Wahlberechtigte            | Wahlberechtigte           | 15.150.572 |       |    |  |
| Quelle: Wahlbehörde SERVEL |                           |            |       |    |  |